# Eva Arguiñano
Eva María Arguiñano Urquiola (Beasain, 4 d'abril de 1960) és una cuinera i presentadora de televisió espanyola.
La seva especialitat són les postres i és cap de rebosteria del restaurant del seu germà, Karlos Arguiñano, a Zarautz.

## Biografia
Eva va començar a treballar en la restauració als 16 anys, com a ajudant de rebosteria, juntament amb el seu germà. Després d'estudiar diversos cursos de perfeccionament de cuina, va aconseguir millorar la seva tècnica, centrada en la rebosteria, i posteriorment va passar a ser cap de rebosteria del restaurant obert pel seu pare.
Va debutar en televisió l'any 1991 en el programa de TVE La cocina de cada día, que presentava el seu germà, encarregant-se de les receptes relacionades amb les postres, i va seguir en les següents temporades del programa. L''any 1998, coincidint amb una estada temporal del seu germà a Argentina, va participar en el programa de Telecinco La cocina con fundamento i seguidament va participar en el programa Karlos Arguiñano en tu cocina, al Canal 13 del país andí.
L'any 2006 va estrenar el seu propi programa al canal de televisió La Sexta, presentant Hoy cocinas tú, un programa en el qual ensenyava a una persona com elaborar un menú que posteriorment hauria de realitzar per als seus convidats. Eva es va mantenir al capdavant d'aquest programa fins al 2009. També va presentar en la mateixa cadena el programa Las tentaciones de Eva (2007).
Durant els anys 2009 i 2010 va realitzar diversos programes especials per al canal de televisió Hogarutil, com ara Navidad con Eva y Enrique (al costat d'Enrique Fleischmann) o Desayunos y meriendas de Eva Arguiñano. Entre el 2011 i el 2013 va presentar un reality culinari anomenat Cocina con sentimiento al canal Nova.
El 18 d'abril de 2013, Arguiñano va ingressar d'urgència en la unitat de cures intensives de l'Hospital Donostia de Sant Sebastià, després de patir un infart de miocardi. Una setmana després va ser traslladada a la Policlínica de la mateixa ciutat, on va ser operada del cor i va evolucionar favorablement.